# Larry Niven
Laurence van Cott Niven, bolj znan pod umetniškim imenom Larry Niven, ameriški pisatelj, * 30. april 1938, Los Angeles, Kalifornija, Združene države Amerike.
Odraščal je v Kaliforniji in vpisal študij matematike na Kalifornijskem tehnološkem inštitutu, ki pa ga ni končal, saj ga je prevzela znanstvena fantastika. Kasneje je diplomiral iz matematike na Washburnovi univerzi v Kansasu. Njegovo prvo zgodbo je objavila revija Worlds of If decembra 1964, že dve leti kasneje pa mu je kratka zgodba »Neutron Star« prinesla nagrado Hugo za kratko prozo. Proslavil se je kot avtor trde znanstvene fantastike, ki v zgodbe vpleta najnovejša znanstvena spoznanja, velike ideje in teoretično fiziko. Velik del njegovih zgodb, začenši s prvo objavljeno, se dogaja v skupnem vesolju in tvori niz t. i. zgodb o znanem vesolju (Tales of Known Space). Vanjo spada tudi njegov prelomni roman Ringworld o odpravi na orjaški umeten prstan okrog zvezde, obliko Dysonove sfere, ki je spodbudila bujno razpravo med ljubitelji. Ti so izpostavili vrsto pomanjkljivosti opisa, kar je nato spodbudilo avtorja k pisanju nadaljevanj, v katerih dopolni svojo zamisel. Štirim delom izvorne serije Ringworld je kasneje v sodelovanju s pisateljem Edwardom M. Lernerjem dodal serijo predzgodb. Zaradi daljnosežnosti idej in ker je bil sposoben navdihniti tako kreativnost pri oboževalcih, velja Ringworld za enega mejnikov trde znanstvene fantastike.
Pozornost je zbudil tudi njegov fantazijski roman The Magic Goes Away (1977), v katerem predstavi magijo kot neobnovljiv vir, analogijo za nafto v luči naftne krize leta 1973. V kasnejših letih je pogosto sodeloval z drugimi pisci, poleg Lernerja najbolj plodovito z Jerryjem Pournellom, s katerim sta napisala serijo vesoljskih oper, ki sta jo začela z romanom The Mote in God's Eye (1974), in kasneje še več drugih del.
Niven se je preskusil v številnih pripovednih tipih, od kratkih zgodb, scenarijev, feljtonov in grafičnih romanov do romanov. Poleg ustvarjanja je eden glavnih članov ohlapne skupine piscev znanstvene fantastike SIGMA, ki svetuje ameriški vladi, predvsem Ministrstvu za domovinsko varnost, o različnih vprašanjih.